# A Legal Matter
«A Legal Matter» es una canción de la banda británica de rock The Who escrita por Pete Townshend incluida en su álbum de 1965 The Who Sings My Generation.
Fue grabada el 12 de octubre de 1965 en IBC Studios, y lanzada como el lado B de «The Kids Are Alright». El sencillo fue lanzado por Shel Talmy, sin el permiso de la banda que se encontraba en el casamiento de Keith Moon, el 11 de marzo de 1966, alcanzando el #32 de las listas. Esto fue un intento de sabotear el lanzamiento del sencillo elegido por la banda «Substitute», que alcanzó el puesto #5.
La canción cuenta una historia acerca del divorcio, engaño y decepción, de ahí el nombre «A Legal Matter» («un asunto legal»).
En esta canción aparece por primera vez Pete Townshend como vocalista principal en vez de Roger Daltrey, quizás por el periodo de divorcio que estaba cruzando Roger Daltrey por ese entonces.
Al igual que otras canciones de The Who de la época, el sujeto femenino es acusado de engaño y decepción.
La canción fue versionada por Richard Thompson en su álbum de 2003, 1000 Years Of Popular Music.
- Datos: Q2742578